# Nicolangelo Carnimeo
Nicolangelo Carnimeo (Bari, 6 luglio 1887 – Napoli, 10 agosto 1965) è stato un generale e magistrato italiano.

## Biografia
Laureato in giurisprudenza, scienze politiche e sociali, fu nominato ufficiale nel 1909. Combattente nella guerra italo turca e nella prima guerra mondiale, dal 1940 al 1941 fu comandante della seconda divisione Coloniale dell'Africa Orientale Italiana, nonché ufficiale del X Comando di Difesa Territoriale. Fu artefice con il generale Orlando Lorenzini della difesa della colonia eritrea dagli attacchi britannici del generale William Platt, nonostante la successiva capitolazione alle armi alleate durante la battaglia di Cheren. Il 27 marzo 1941 fu promosso, per merito di guerra, a generale di divisione.
Catturato dagli inglesi, il generale Carnimeo fu internato in una campo di concentramento. A posteriori gli stessi avversari inglesi ebbero parole di elogio per l'ottima condotta difensiva della piazzaforte nei 56 giorni di accanito assedio, attuata in condizioni militari inferiori. A sua volta il generale Carnimeo rese omaggio al valore delle truppe indiane. Nel dopoguerra raggiunse il grado di generale di corpo d'armata e dopo il congedo ricoprì la carica di consigliere di Stato addetto alla 3ª sezione consultiva di Roma. Il 28 novembre 1957 fu nominato Cavaliere di gran croce dell'Ordine al merito della Repubblica italiana.

## Opere
- Cheren. 1º febbraio - 27 marzo 1941, stab. tipografico Montanino, Napoli 1950.